# Caloto
Caloto – miasto w Kolumbii, w departamencie Cauca. Według spisu ludności z 30 czerwca 2018 roku miasto liczyło 5297 mieszkańców. 

## Urodzeni w Caloto
- Davinson Sánchez, piłkarz[2]